# Demanda (economía)
Son los bienes y servicios que son adquiridos por 
consumidores a diferentes precios en una unidad de tiempo específica (un día, un mes, un año, etc) ya que, sin un parámetro temporal no podemos decir si  de una cantidad de demanda crece o decrece. 
Cuando una persona elige comprar algún bien, para cumplir sus "necesidades", lo hace conscientemente, con base en sus criterios tanto objetivos como subjetivos; estas condiciones se modifican acorde al nivel educativo y socioeconómico, sexo, edad, entre otros factores.
En relación con la elasticidad, la demanda se divide en tres tipos:
- Elástica, cuando la elasticidad de la demanda es mayor que 1, la variación de la cantidad demandada es porcentualmente superior a la del precio.
  - Inelástica, cuando la elasticidad de la  demanda es menor que 1, la variación de la cantidad demandada es porcentualmente inferior a la del precio.
- Elasticidad unitaria, cuando la elasticidad de la demanda es 1, la variación de la cantidad demandada es porcentualmente igual a la del precio.

Demanda Independiente
es aquella que se genera a partir de decisiones ajenas a la empresa, por ejemplo: la demanda de productos terminados acostumbra a ser externa a la empresa, en el sentido en que las decisiones de los clientes no son controlables por la empresa (aunque sí pueden ser influidas). También se clasificaría como demanda independiente la correspondiente a piezas de recambio.
Demanda dependiente
Es la que se genera a partir de decisiones tomadas por la propia empresa, ("Master Production Schedule"), por ejemplo: aún si se pronostica una demanda de 200 coches para el mes próximo (demanda independiente) la Dirección puede determinar fabricar 120 este mes, para lo que se precisaran 120 carburadores, 120 volantes, 480 ruedas,etc. La demanda de carburadores, volantes, ruedas es una demanda dependiente de la decisión tomada por la propia empresa de fabricar 120 coches.
Variaciones que afectan la Demanda
- Cantidad de dinero. Mayor dinero, mayor circulación, mayor demanda.
- Renta Ingresos.
- Población . Según el aumento o disminución varía.
- Precios. Mayor precio, menor demanda.

✓

## Ley de la Demanda
Nos indica que cuando el precio baja, la cantidad demanda aumenta y viceversa. (Movimientos a lo largo de la curva de demanda). Pero cuando los factores como los ingresos, precio sustituto, bienes complementarios, moda, etc, la demanda también se modifica. A esta situación se le llama: Desplazamiento de la curva de la demanda.

## Tipos de Demanda
- Demanda Negativa.
- Demanda Ausente
- Demanda Latente.
- Demanda Declive.
- Demanda Irregular.
- Demanda Plena.
- Sobre-demanda.
- Demanda Excesiva.
- Demanda Indeseable.
- Demanda local y estatal.

## Demanda Agregada
Representa la cantidad de bienes y servicios que el mundo desea y puede consumir  para un nivel determinado de precio.Se determina por el gasto total en consumo privado, gasto público, inversión y exportaciones netas.
Y=C+I+G+XN
(XN=X-M)
Lo que es igual a : Y=C+I+G+(X-M)=DA
Donde:
C es el consumo
I  es la inversión
G es el gasto público en bienes y servicios
XN=X-M son las exportaciones netas
X: es el exportación total y
M es la importación total.

## Demandante y Oferente
El término "demandante", aplicado a la economía, hace referencia al consumidor, a la persona que demanda bienes o servicios en un mercado.
El término "oferente", hace referencia al productor, al que ofrece bienes o servicios en el mercado.
Oferente es un adjetivo que caracteriza a las personas que ofrecen. La palabra oferente es de origen latín “PN”.
En el ámbito económico, el mercado está compuesto por la oferta y la demanda, por lo tanto, el término oferente es el individuo que ofrece un producto, servicio en un mercado con el fin de conseguir altas ganancias, en contrapartida a los oferentes, existen los demandantes son aquellas personas que contratan dicho servicio u obtienen el producto. Los demandantes son caracterizados por llegar a un acuerdo con el oferente con el fin de que este último realice un mejor precio a lo ofrecido y, así poder gozar del mismo.
En el área jurídica, existe la figura de la oferta, la misma es una propuesta para contratar. Debido a lo anterior, los requisitos para que exista una oferta son los siguientes: el oferente, conocido también como el ofertante, es la persona que propone el negocio y, el aceptante es el individuo a quien va dirigida la propuesta y debe de manifestar  su consentimiento con el fin de que se perfeccione el contrato.